# Czaplinek
Czaplinek (dawniej Tempelbork, niem. Tempelburg) – miasto w północno-zachodniej Polsce, w województwie zachodniopomorskim, w powiecie drawskim, siedziba gminy miejsko-wiejskiej Czaplinek. Położone między jeziorami Drawsko i Czaplino.

## Demografia

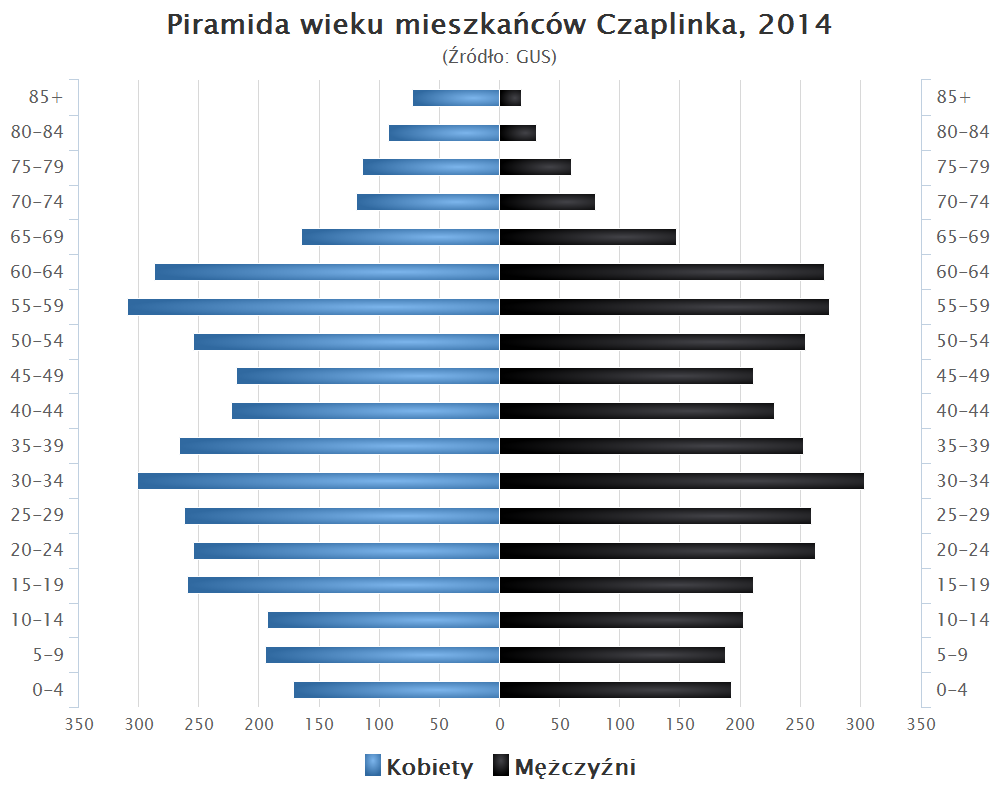
Piramida wieku mieszkańców Czaplinka w 2014 roku

Według danych z 31 grudnia 2012 roku miasto miało 7200 mieszkańców.

## Położenie

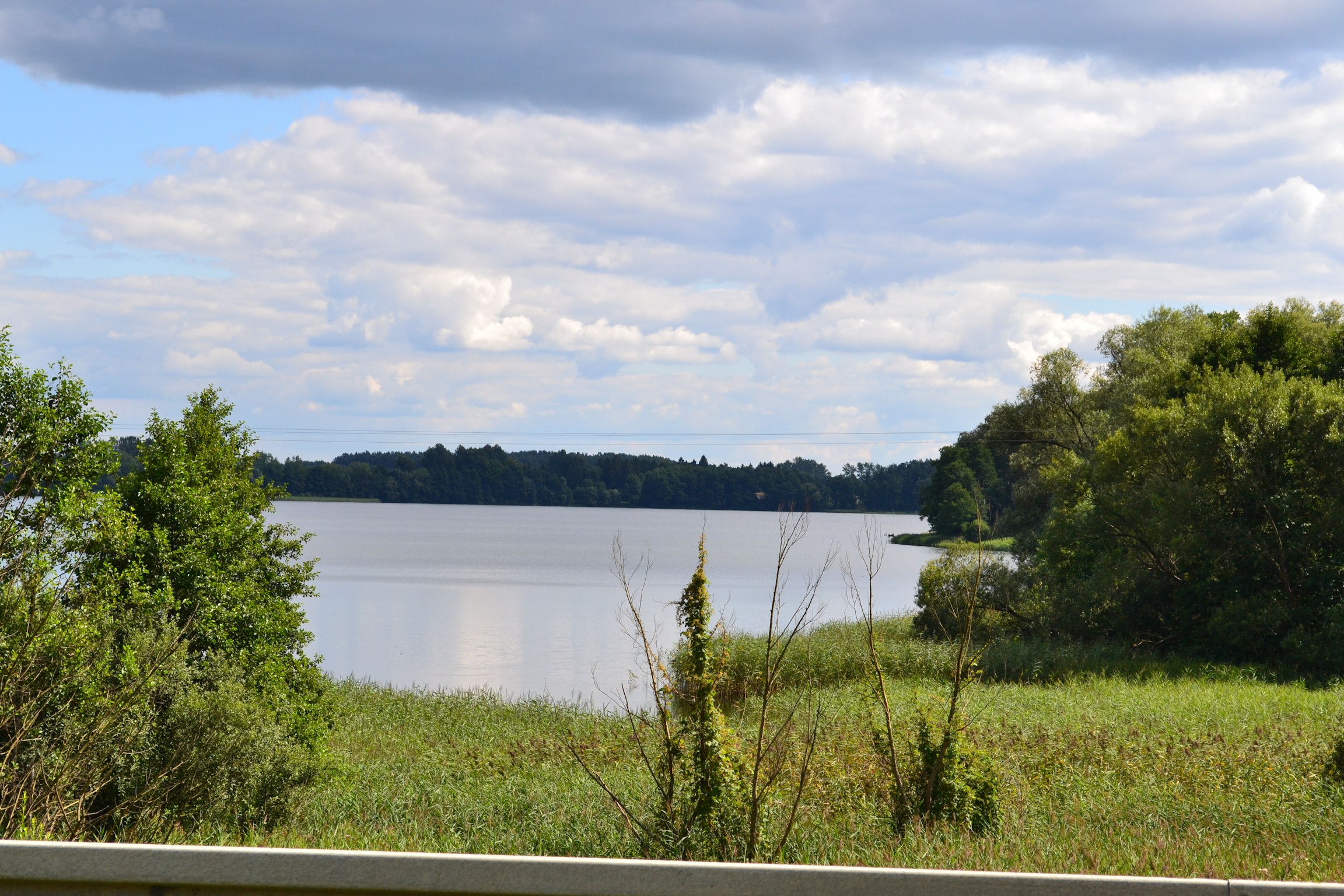
Jezioro Czaplino

Czaplinek leży na Pojezierzu Drawskim, między jeziorami Drawsko a Czaplino, na skrzyżowaniu drogi krajowej nr 20 z drogami wojewódzkimi nr 163, nr 171 i nr 177, w odległości ok. 125 km od Szczecina, 95 km od Koszalina, 65 km od Piły.
Według danych z 1 stycznia 2014 powierzchnia miasta wynosi 13,62 km².
Czaplinek leży w historycznej Wielkopolsce, w dawnej ziemi wałeckiej. Początkowo był osiedlem w północnej Wielkopolsce, po czym został zajęty przez Brandenburgię i włączony do Nowej Marchii. Od czasu, kiedy położony był w Królestwie Prus, zaliczany bywa również do Pomorza Zachodniego.
Od 1945 roku ponownie w granicach Polski, początkowo w województwie szczecińskim, w latach 1950–1975 w tzw. dużym województwie koszalińskim, a w latach 1975–1998 w tzw. małym województwie koszalińskim.

## Historia

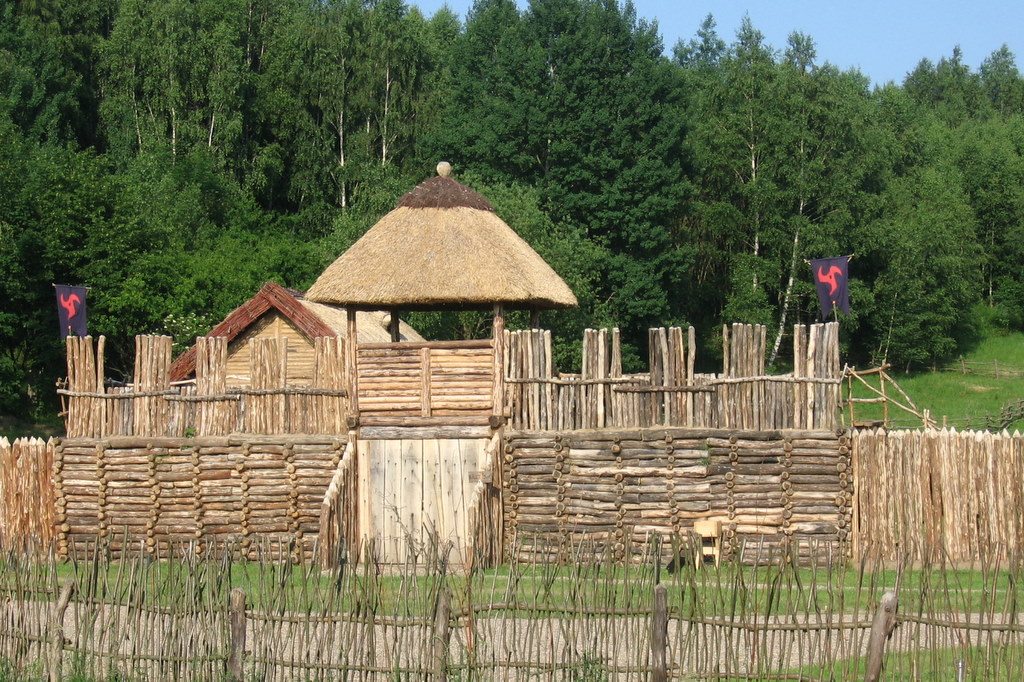
Sławogród – pokazowa budowla wzorowana na słowiańskich grodziskach

Miejscowość historycznie należała do Wielkopolski oraz Pomorza, ma metrykę średniowieczną i jest notowana od XIII wieku. Wymieniona została w 1334 po łacinie jako civitas Tempelborch, 1345 opidum Tempilburg, 1521 Czaplinek, 1564/65 Czaplinek albo Tempelborg, 1944 Tempelburg.
Tereny, na których leży, zasiedlone były jednak wcześniej niż archiwalne zapisy. Najstarsze ślady osadnictwa, pochodzące sprzed 2500 lat, odkryto na wyspie Bielawa na jeziorze Drawsko, w Starym Drawsku i w okolicy obecnego miasta Czaplinek. Na początku naszej ery byli tu germańscy Goci, po nich przyszli Słowianie.
W XII wieku na terenie obecnego miasta istniała osada. W czasie wyprawy zbrojnej na Pomorze przeprawiał się tędy Bolesław Krzywousty, włączając słowiańskie Pomorze do Polski. W tamtych czasach była tu granica polsko-pomorska i pomorsko-wielkopolska, wykorzystująca przesmyk między jeziorami jako naturalną przeszkodę.
Jesienią 1286 roku książę wielkopolski i przyszły król Polski Przemysł II sprowadził na ten teren rycerzy Zakonu Świątyni Jerozolimskiej – templariuszy, którzy z woli preceptora zakonu Bernarda von Kunsten obok istniejącej osady w 1291 zbudowali zamek komandorii o nazwie Tempelborh/Tempelburg (pol. Zamek świątynny). Niedługo potem dostał się pod zwierzchnictwo elektorów brandenburskich, a następnie królów polskich.
Prawa miejskie Czaplinek otrzymał w 1291 i założony został na prawie polskim. Około 1319 został włączony do biskupstwa kamieńskiego. W 1366 ziemie te nabył król Polski Kazimierz III Wielki. W 1380 zamek zburzony został przez Pomorzan. W 1407 powstało starostwo drahimskie z Czaplinkiem, leżące na północnych krańcach Wielkopolski w województwie poznańskim w Koronie Królestwa Polskiego. W latach 1521–1524 miasto zobowiązane zostało do wysyłania wozów na wyprawy wojenne.
Miejscowość była miastem królewskim starostwa drahimskiego i pod koniec XVI wieku leżała w powiecie wałeckim województwa poznańskiego w Rzeczypospolitej Obojga Narodów. W 1565 król Polski Zygmunt August wyznaczył terminy jarmarków na niedzielę przed św. Małgorzatą (przed 13 lipca) i na 4 dni przed św. Michałem, a także targi na każdą sobotę. W 1577 odnotowano pożar w Czaplinku. W 1580 król Polski Aleksander Jagiellończyk na sejmie w Piotrkowie przeniósł miasto z prawa polskiego na prawo magdeburskie.
W 1552 odnotowano wysokość podatków, jakie płacili mieszczanie czaplińscy. Płatnikami było 63 mieszczan płacących podatek w wysokości 4 florenów i 6 groszy. W 1563 miasto płaciło szos od domów i ról. W 1577 płaciło szos od ról w wysokości 17 florenów i 13 groszy, od młynarza 12 groszy. Część mieszczan nie zapłaciło podatków z powodu pożaru. W 1579 miasto płaciło podatki od ról w wysokości 12 grzywien i 24 grosze, od rzemiosła 12 grzywien 26 groszy, od domów 18 grzywien 12 groszy oraz czopowe od 304 kłód piwa po 18 groszy, a także od młyna 24 grosze. W 1640 Władysław IV Waza wydał przywilej pozwalający miastu wybierać pewne daniny na własne potrzeby. Rada miasta pobierała 2 złote od warki piwa, od wypieczenia korca zboża na chleb po 12 groszy, od zabitego wołu po 15 groszy, od wyszynkowanej beczki wina po 3 złote, a od beczki soli po 9 groszy.
W rękach polskich Czaplinek pozostawał do 1658 roku (traktaty welawsko-bydgoskie), kiedy to przeszedł jako zastaw we władanie Brandenburgii-Prus, definitywnie utracony wraz ze starostwem drahimskim. Od 1701 r. Czaplinek oficjalnie nazywał się Tempelburg i znajdował się w granicach Królestwa Prus, a od 1871 do 1945 Niemiec.

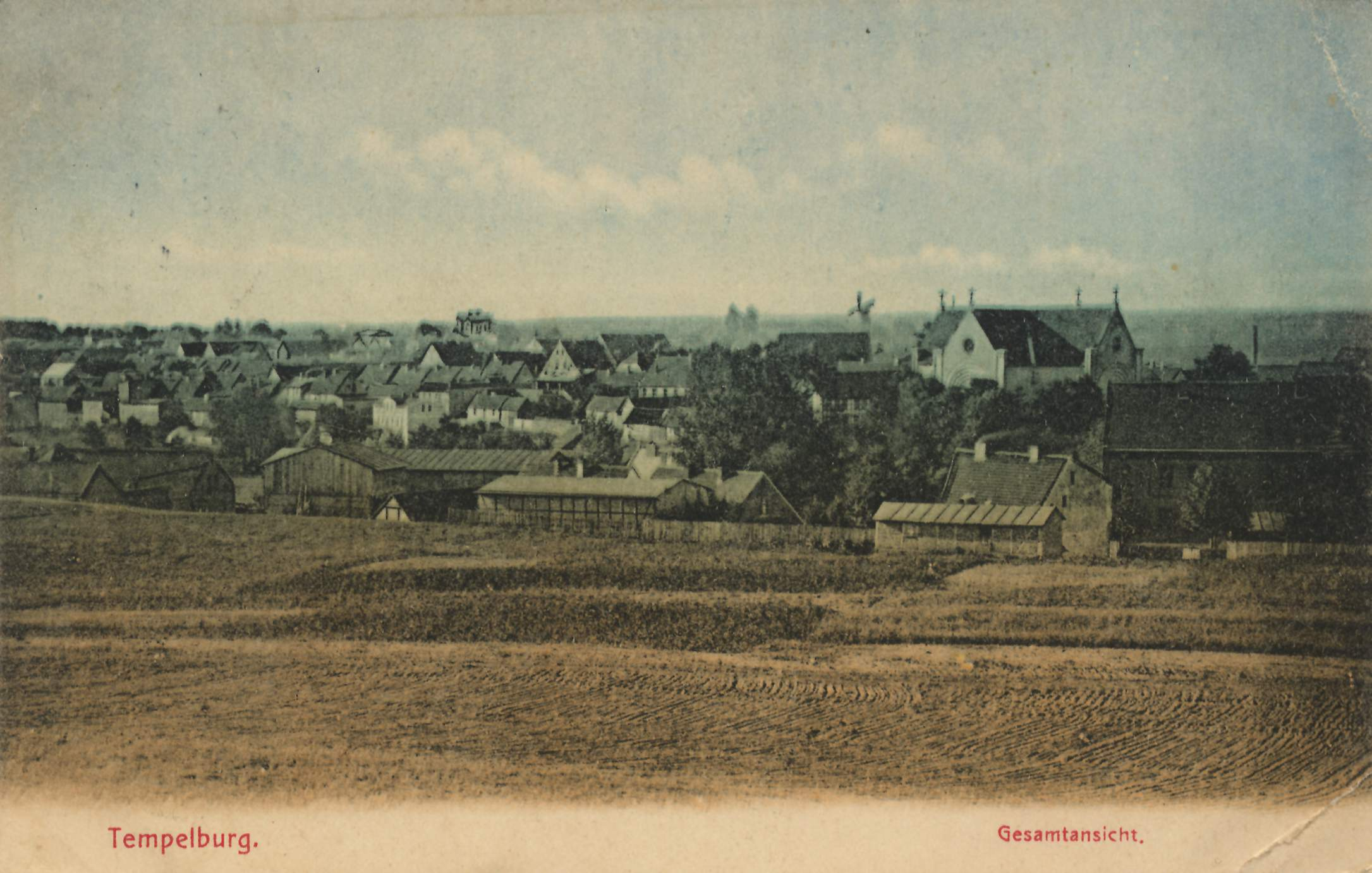
Czaplinek na widokówce sprzed I w. św.

W wieku XVIII miasto przeżywało bardzo ożywiony rozwój, mimo że miasta nie omijały w tym czasie pożary. W 1725 roku wielki pożar zniszczył miasto prawie w całości. W drugiej połowie XVIII wieku zamek Drahim stopniowo tracił znaczenie jako forteca, po pożarze zaczął popadać w ruinę. Miejscowość pod dwiema nazwami - niemiecką Tempelburg oraz polską Czaplinek - odnotował XIX wieczny Słownik geograficzny Królestwa Polskiego. W 1885 w mieście odnotował on 486 domów, 987 dymów zamieszkiwanych przez 4510 mieszkańców w tym 4229 ewangelików, 106 katolików oraz 175 żydów. Około 1870 r. doprowadzono do miasta kolej linii węgorzyńsko-chojnickiej. W okresie tym rozpoczęła się budowa dróg, brukowanych ulic, sieci gazowniczej; powstała poczta wraz z telegrafem.
W okresie II wojny światowej w Czaplinku i jego okolicach, utworzono obozy pracy dla jeńców radzieckich i innych narodowości, a spora grupa Polaków była zatrudniona przez Niemców jako robotnicy przymusowi.

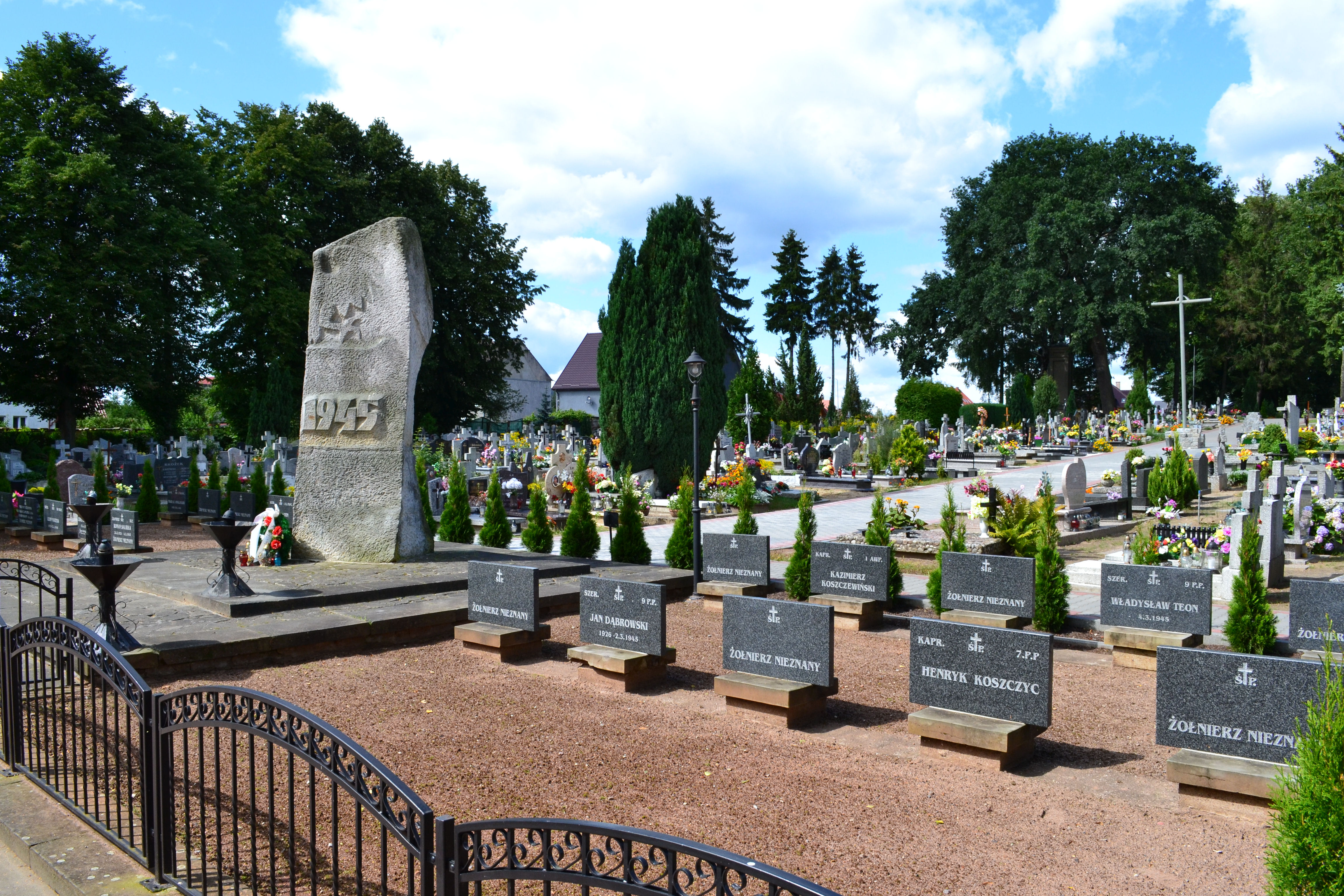
Kwatera żołnierzy polskich poległych w bitwie o Czaplinek na czaplineckim cmentarzu komunalnym

Miasto znajdowało się przed linią niemieckiego oporu zwanej Pommernstellung – (pol. Wał Pomorski) i było bronione przez oddziały Wermachtu i SS. Po przełamaniu głównych pozycji Wału Pomorskiego w kierunku Czaplinka nacierały oddziały 7 pułku 3 Dywizji Piechoty. Trzy bataliony wspierane przez pododdziały artylerii zdobyły miasto bez zniszczeń 3 marca 1945 roku. Niemcy w obawie przed okrążeniem w pośpiechu opuścili miasto pozostawiając wiele sprzętu.
Po wojnie miasto powoli straciło swój rolniczy charakter. W czasach Polski Ludowej w mieście działały również zakłady: przerobu torfu oraz drzewno-meblarskie, kino; wybudowano stadion, camping i hotel.
Na mapie Palatinatvs Posnaniensis, in Maiori Polonia primarii nova delineatio z 1668 r. zapisano nazwę miasta jako Czaplinek. Na polskiej mapie wojskowej z 1938 r. podano polski egzonim Czaplinek.
Po przejęciu miasta przez administrację polską przejściowo używano nazwy Czaplice, nazwę Czaplinek wprowadzono formalnie 12 listopada 1946.

## Zabytki

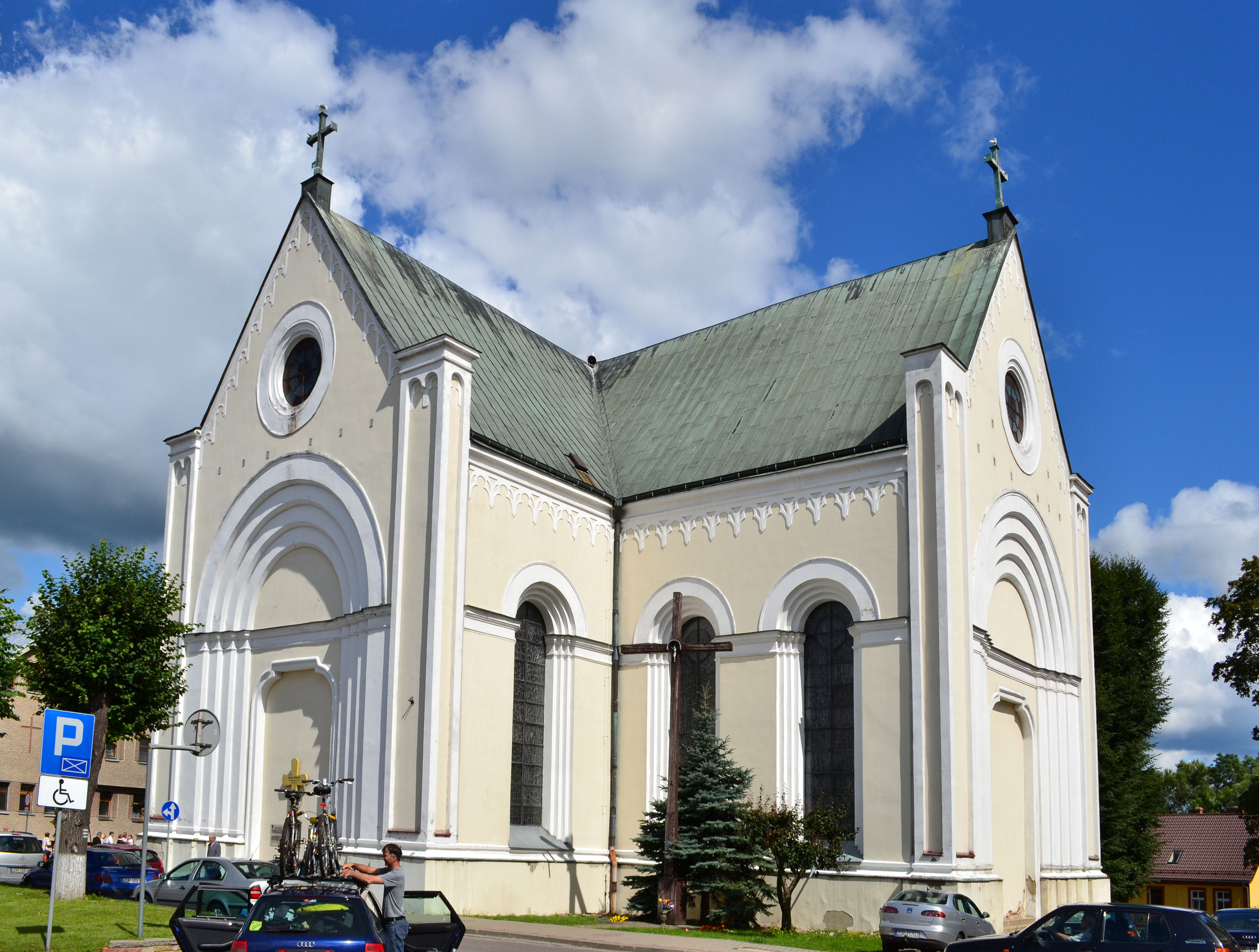
Kościół Podwyższenia Krzyża Świętego

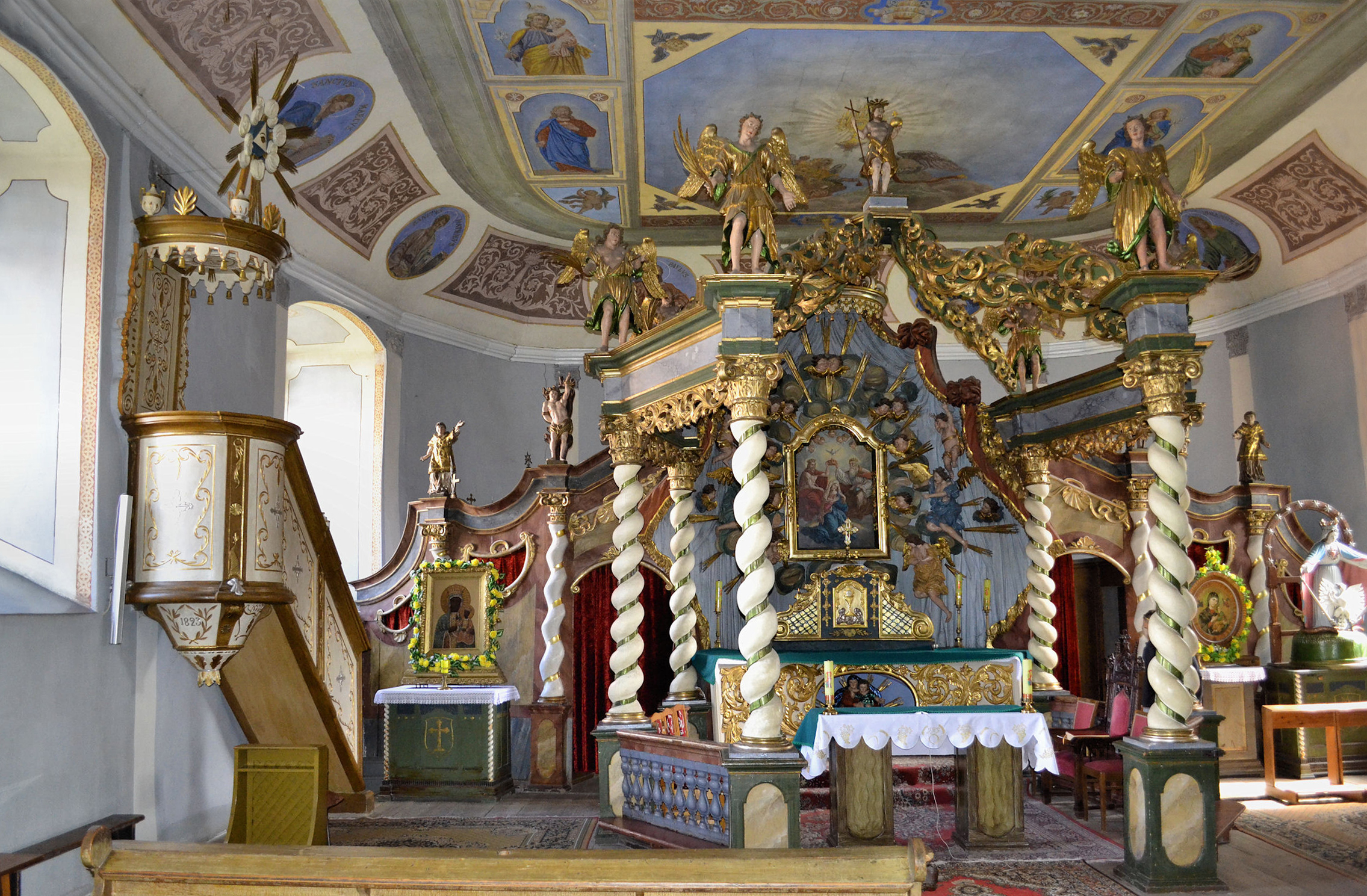
Kościół Świętej Trójcy

Do wojewódzkiego rejestru zabytków wpisane są:
- układ urbanistyczny śródmieścia
- kościół pw. Świętej Trójcy z XIII wieku, odrestaurowany w 1725 r., parafialny parafii Świętej Trójcy z unikalnym barokowym ołtarzem baldachimowym z XVIII w. i klasycystyczną amboną z I poł. XIX w.
- dzwonnica drewniana przy kościele parafialnym z XVIII wieku z dzwonem odlanym w Kołobrzegu w 1730;
- neoromański kościół ewangelicki, obecnie rzymskokatolicki pw. Podwyższenia Krzyża Świętego z 1829–1830, filialny parafii Świętej Trójcy, z polichromiami;
- ratusz z 1845 r., ul. Rynek 6
- dawny budynek warsztatowo-mieszkalny przy ul. Studziennej 2

inne zabytki:
- budynek Poczty Polskiej przy Rynku
- kamienice
- cmentarz żydowski.

## Turystyka

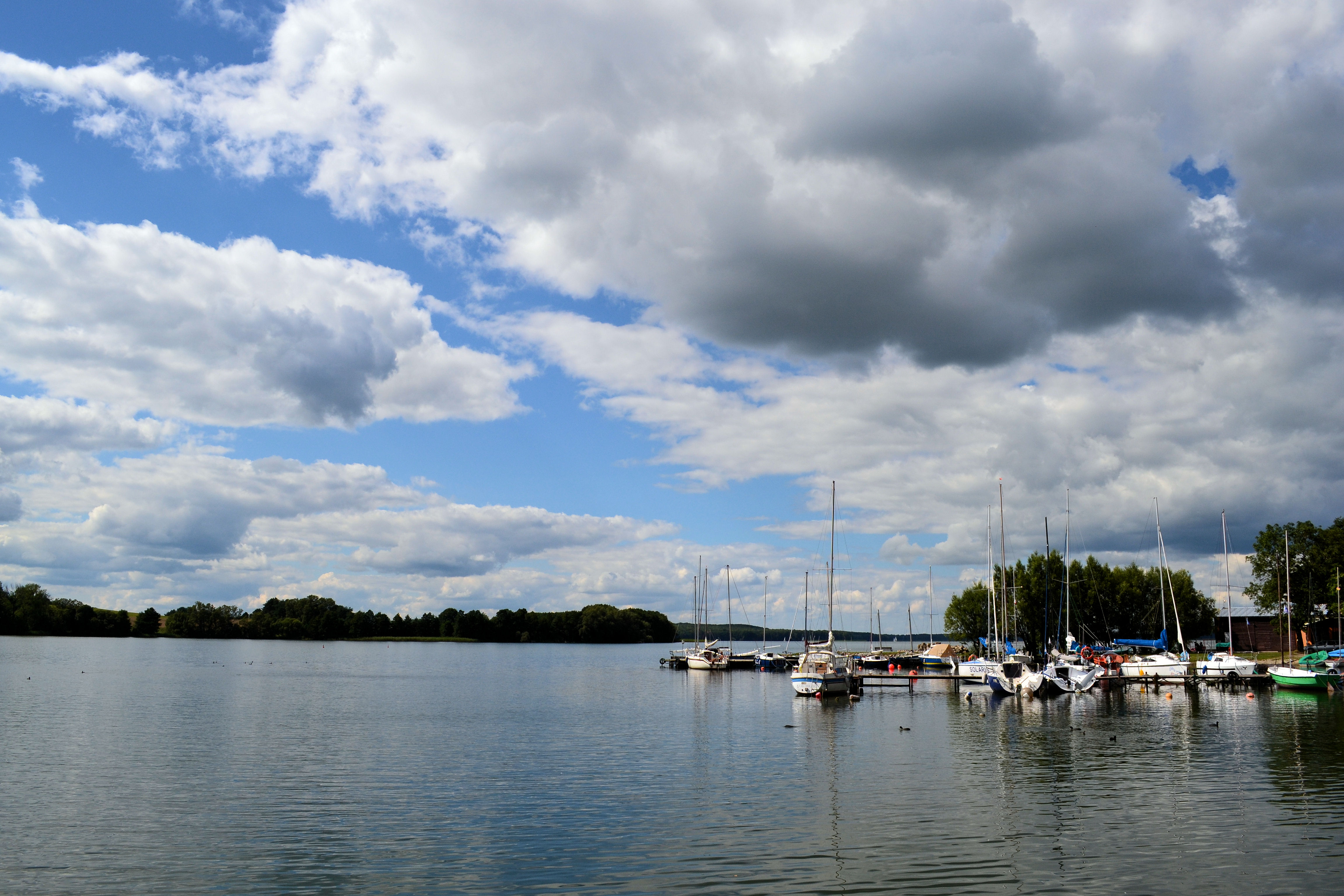
Przystań żeglarska nad jeziorem Drawsko

Czaplinek współcześnie jest miejscowością turystyczną. Znajduje się tutaj baza noclegowa, duża przystań żeglarska. W Czaplinku zaczyna się spływ rzeką Drawą. Przy ul. Drahimskiej nad jeziorem Drawsko wyznaczono letnie kąpielisko śródlądowe. Istnieje również oficjalne, strzeżone miejsce do kąpieli nad jeziorem Czaplino. Ponadto w Czaplinku znajduje się park linowy, który otwarto 30 kwietnia 2016.

## Kultura i sport
W mieście odbywały się Międzynarodowe Zloty Miłośników motocykli Harley-Davidson. Co roku organizowane są wystawy gołębi.
Miejscową drużyną piłkarską jest „Lech” Czaplinek grający obecnie w IV lidze polskiej. W sezonach 2002–2004 oraz 2007/2008 klub grał w grupie zachodniopomorskiej IV ligi. „Lech” posiada 5 sekcji wiekowych (Młodzik Młodszy, Młodzik, Junior Młodszy i Starszy oraz Senior). Klub posiada własny stadion na ponad 250 miejsc, przy ulicy Parkowej.
W mieście funkcjonują również:
- klub sportowy KS „Iras” Czaplinek (piłka nożna i siatkówka)
- „Salos” Czaplinek (młodzież salezjańska) – sekcje koszykówki, siatkówki, tenisa stołowego.

## Oświata

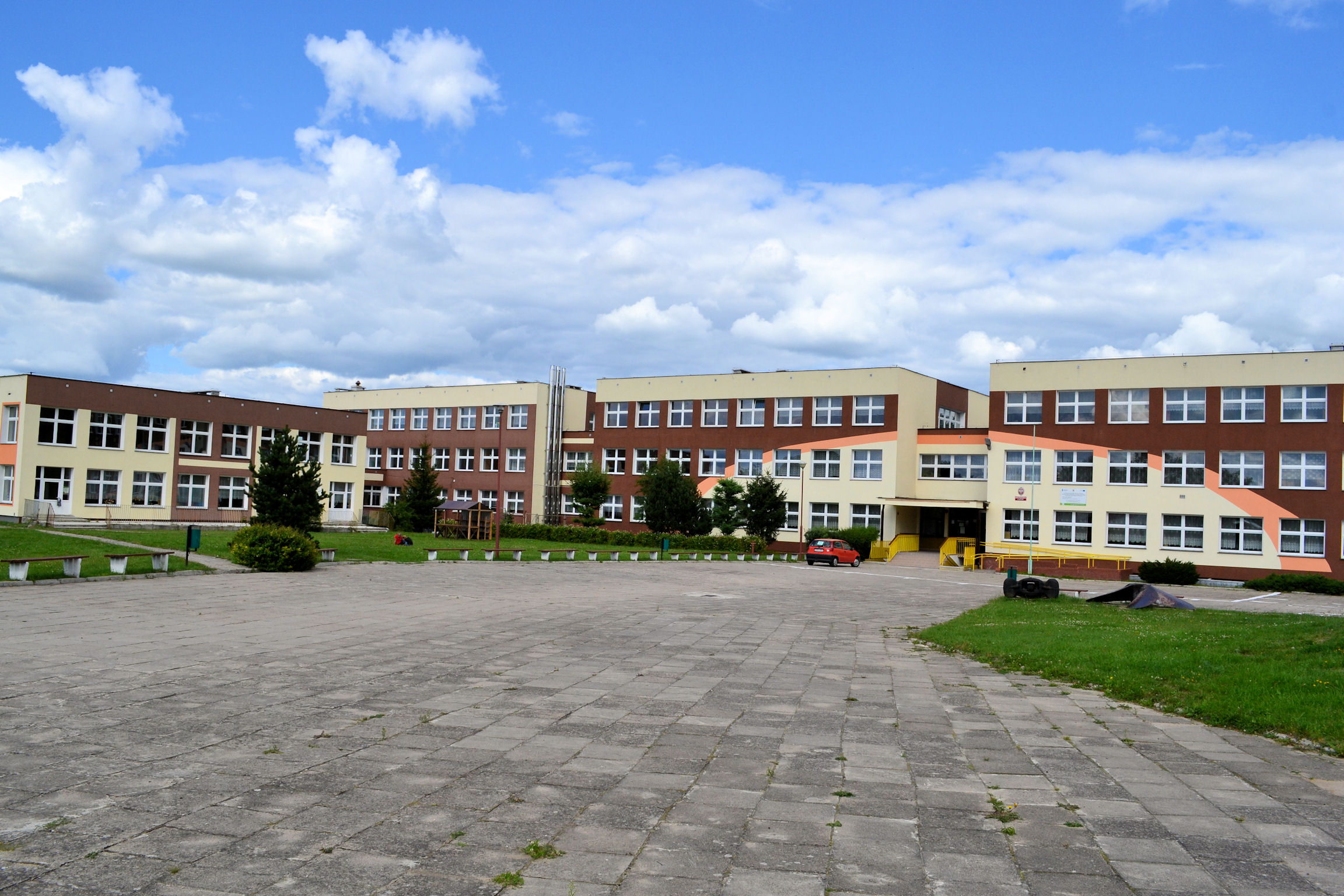
Szkoła Podstawowa w Czaplinku

W Czaplinku znajduje się szkoła podstawowa (przy ul. Wałeckiej 49 oraz przy ul. Słonecznej 27), Zespół Szkół (przy ul. Grunwaldzkiej 1), który obejmuje Liceum Ogólnokształcące im. 3 Dywizji Strzelców Karpackich, Technikum oraz Zasadniczą Szkołę Zawodową im. Stefana Czarnieckiego. Poza tym przy ul. Parkowej 2 działa Szkoła Policealna i Liceum uzupełniające. Przy ul. Pławieńskiej znajduje się również Młodzieżowy Ośrodek Wychowawczy dla dziewcząt. W mieście znajdują się trzy przedszkole niepubliczne oraz jedno przedszkole publiczne przy ul. Grunwaldzkiej.

## Administracja

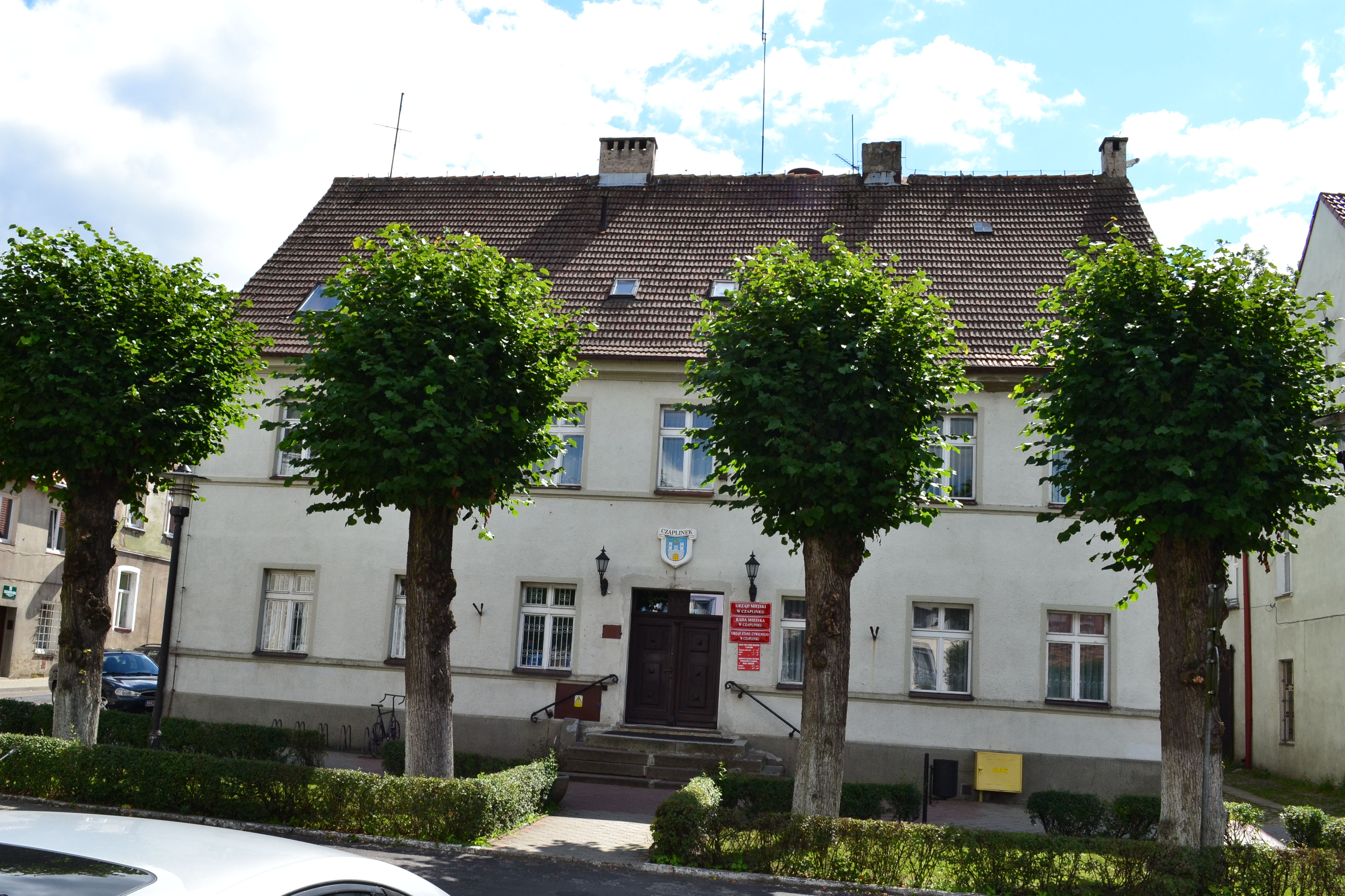
Ratusz w Czaplinku

Miasto jest siedzibą gminy miejsko-wiejskiej. Mieszkańcy Czaplinka wybierają do swojej rady miejskiej 9 radnych (9 z 15). Pozostałych sześciu radnych wybierają mieszkańcy terenów wiejskich gminy Czaplinek. Organem wykonawczym jest burmistrz. Siedzibą władz jest Ratusz na czaplineckim rynku (Rynek 6).
Gmina Czaplinek utworzyła w obrębie miasta 4 jednostki pomocnicze, zwane osiedlami samorządu mieszkańców (tj. Osiedle Nr 1, 2, 3, 4 Samorządu Mieszkańców). W każdym z nich organ uchwałodawczy – ogólne zebranie mieszkańców wybiera zarząd osiedla, który składa się z 3 do 8 członków, wraz z przewodniczącym.
Mieszkańcy Czaplinka wybierają posłów na Sejm RP z okręgu wyborczego nr 40 (Koszalin), senatora z okręgu nr 99, a posłów do Parlamentu Europejskiego z okręgu nr 13.
Czaplinek jest siedzibą nadleśnictwa, składającego się z dwóch obrębów (Piława i Czaplinek), w skład których wchodzi 11 leśnictw: Sikory, Łubowo, Worowo, Piaseczno, Kiełpino, Międzylesie, Polne, Rakowo, Nowy Chwalim, Jeziorki, Juchowo. Obszar nadleśnictwa wynosi 15 692 ha, w tym 14 577 ha powierzchni leśnej.

### Współpraca zagraniczna
Partnerzy miasta i gminy Czaplinek:
- Bad Schwartau (Niemcy) od 4 września 1993
- Grimmen (Niemcy) od 19 lipca 2002
- Lychen (Niemcy) od 16 listopada 2001
- Marlow (Niemcy) od 19 lipca 2002
- Ratekau (Niemcy) od 1991

## Transport

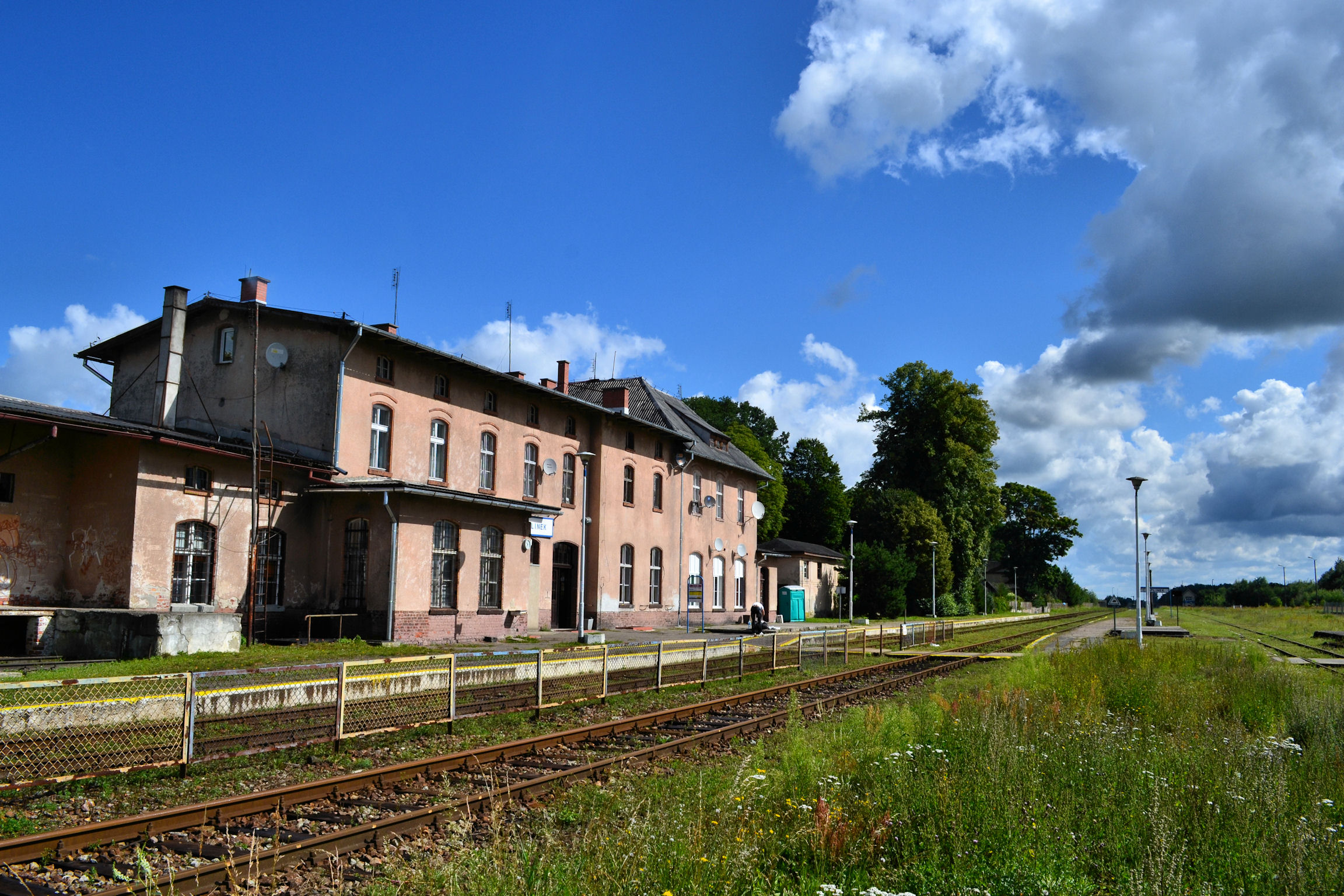
Stacja kolejowa

### Drogowy
20 DK20: Stargard - Czaplinek - Szczecinek
177 DW177: Wieleń - Człopa - Tuczno - Mirosławiec - Czaplinek
171 DW171: Bobolice - Barwice - Czaplinek
163 DW163: Kołobrzeg - Karlino - Białogard - Połczyn-Zdrój - Czaplinek

### Kolejowy
W Czaplinku znajduje się stacja kolejowa linii kolejowej nr 210.

### Lotniczy
Około 7 km na południowy wschód od miasta funkcjonuje lądowisko Czaplinek-Broczyno.

### Komunikacja miejska
W okresie PRL na trasie Rynek – dworzec kolejowy funkcjonowała komunikacja miejska. 2 stycznia 2025 oficjalnie przywrócono jej funkcjonowanie (jazdy testowe miały miejsce już 31 grudnia 2024).

## Wspólnoty wyznaniowe
- Parafia Świętej Trójcy w Czaplinku

## Ludzie związani z Czaplinkiem
W Czaplinku urodził się Emil Palleske (1823–1880), sławny w XIX w. Europie aktor, deklamator, pisarz i biograf Schillera.
W Czaplinku przed II wojną światową mieszkał Iwan Sołoniewicz, rosyjski pisarz, który w 1934 wraz z synem Jurijem i bratem Borysem zbiegł z gułagu w rejonie Karelii i przedostał się do sąsiedniej Finlandii.